# Keith Earls
Keith Earls (irl. wym. [kiːt̪ ˈeːɹlz], ur. 2 października 1987 w Moyross w Limerick) – irlandzki rugbysta. Może występować jako obrońca, skrzydłowy lub środkowy ataku.
Keith początkowo uczył się w St. Nessans Community College, po czym przeniósł się do St. Munich College w Limerick. W 2006 roku wraz z drużyną St. Munchins zdobył Munster Schools Senior Cup. W czasie tych zawodów w każdym z rozegranych spotkań, także w finale przeciwko PBC Cork rozegranym w Dniu Świętego Patryka, zdobywał 3 bramki.
Zawodnik zdążył już zadebiutować w reprezentacji Irlandii w listopadzie 2008 w meczu przeciwko Kanadzie, rozegranym na Thomond Park. Już w debiucie zdobył swoje pierwsze punkty dla kadry narodowej.
W sezonie 2008/2009 Earls był kluczowym zawodnikiem Munster Rugby. W czasie rozgrywek wykonał 10 przyłożeń (2 w ćwierćfinałowych rozgrywkach Heineken Cup) i zdobył hat-tricka w meczu przeciwko Newport-Gwent Dragons.
21 kwietnia 2009 roku Earls został powołany do drużyny British and Irish Lions (drużyna złożona z zawodników Wielkiej Brytanii i Irlandii) na serię meczów w Republice Południowej Afryki. W drużynie Lwów zadebiutował 30 maja 2009 w meczu przeciwko południowoafrykańskiej Royal XV. Tydzień później zagrał w meczu przeciwko Free State Cheetahs, gdzie zdobył pierwsze punkty dla Lwów, a spotkanie zakończyło się wynikiem 26:24 dla zespołu z wysp. 23 czerwca zaliczył przyłożenie w meczu przeciwko Emerging Springboks, ale Lwy tylko zremisowały 13 do 13.